# 谢耿民
谢耿民（1909年－1981年），中華民国财政要人，曾任行政院秘书长 。

## 简介
籍贯浙江省余姚县（现宁波余姚市），为明朝内阁大学士谢迁后人，王宠惠外甥。曾赴美国留学，就读于纽约大学公共行政研究院。1949年前往台湾。

### 历任
- 民国国防部最高委员会秘书
- 民国贵州省政府委员
- 民国贵州省政府建设厅厅长
- 民国贵州省政府财政厅厅长
- 民国财政部国库署署长（1948年4月-1949年3月）
- 中央银行国库局局长
- 中国银行常务董事。

台湾：
- 台湾省政府委员
- 台湾省政府财政厅长
- 财政部常务次长
- 财政部政务次长
- 行政院秘书长
- 总统府国策顾问